# Український фізико-математичний ліцей
Український фізико-математичний ліцей Київського національного університету імені Тараса Шевченка (УФМЛ КНУ) — спеціалізований середній навчальний заклад у м. Києві інтернатного типу. Профільні дисципліни: фізика, математика, інформатика, хімія. Також на високому рівні викладається астрономія. Ліцей входить до десяти найкращих шкіл України та Києва за різними рейтингами результатів ЗНО.
УФМЛ КНУ проводить набір до 8—9 класів.

## З історії ліцею
Початок другої половини XX століття характеризується глибоким осмисленням результатів розвитку природничих наук, до життя покликали і спеціалізовану фізико-математичну освіту школярів. Було створено нові навчальні програми та спеціалізації на фізичних та математичних факультетах вищих навчальних закладів світу.
Для втілення нових освітянських ідей — вузької та глибокої спеціалізації — необхідно було готувати найталановитішу молодь ще за шкільної лави. Цю роль взяли на себе спеціалізовані фізико-математичні школи при провідних університетах країни. У 1963 році академіки А. П. Александров, В. М. Глушков, І. К. Кікоїн, А. М. Колмогоров та М. О. Лаврентьєв стали ініціаторами відкриття спеціалізованих фізико-математичних шкіл при провідних університетах колишнього Радянського Союзу: Київському, Ленінградському, Московському та Новосибірському.
В Україні ця ідея була втілена в життя академіком В. М. Глушковим та провідними вченими фізичного та механіко-математичного факультетів Київського університету ім. Т. Г. Шевченка: О. А. Шишловським, В. А. Вишенським, О. А. Борбатом.
25 вересня 1963 року — за Постановою Ради міністрів Української РСР № 1113 (м. Київ) в Києві організовано спеціалізовану школу-інтернат фізико-математичного профілю. Була розташована у Феофанії, на розі вул. Ак. Заболотного та вул. Метрологічної. З 1991 року ліцей розташований в новому приміщенні біля корпусів природничих факультетів Київського університету за адресою: проспект Академіка Глушкова, 6 (поблизу Національного експоцентру України).
За 41 рік існування ліцей закінчили 4465 випускників, третина з яких присвятила своє життя науці.

### Директори
У різні роки директорами УФМЛ (КФМШІ) були:
- Іван Степанович Кривоший (серпень 1963 — січень 1964),
- Михайло Якович Кайом (січень 1964 — травень 1970),
- Володимир Тимофійович Маматов (вересень 1970 — червень 1974),
- Володимир Михайлович Романенко (вересень 1973 — листопад 1975),
- Олександр Пилипович Рідзель (грудень 1975),
- Михайло Якович Кайом (січень 1976—1983),
- Ярослав Йосипович Смикало (1983—1993),
- Микола Миколайович Величко (квітень 1993 — липень 1998),
- Олексій Анатолійович Лобода (липень 1998 — серпень 2007),
- Олег Миколайович Хомяков (серпень 2007 — серпень 2011),
- Катерина Йосипівна Давидова (в.о. директора) (серпень 2011 — квітень 2013),
- Володимир Миколайович Горкавенко (квітень 2013 — січень 2016),
- Георгій Іванович Салівон (лютий 2016 — лютий 2021),
- Людмила Анатоліївна Латишенко (в.о. директора) (серпень 2021 — наші дні)

## Участь у олімпіадах та турнірах
УФМЛ має окремі команди на IV етапі Всеукраїнської учнівської олімпіади з фізики, математики, хімії, астрономії, інформатики (програмування) та інформаційних технологій, а також на Турнірі юних фізиків, Турнірі юних інформатиків, Турнірі чемпіонів (м. Вінниця) тощо. Традиційно учні ліцею на рівні з учнями інших навчальних закладів Києва беруть участь у III (міському) етапі, де щороку посідають призові місця.
За результатами IV етапу учнівських олімпіад УФМЛ наразі посідає наступні місця в загальнокомандному рейтингу:
- 1 місце з астрономії;
- 1 місце з інформаційних технологій;
- 2 місце з інформатики;
- 5 місце з фізики;
- 6 місце з математики;
- 11 місце з хімії.

Учні ліцею входять до складу збірних команд України для участі у міжнародних олімпіадах з математики, фізики, інформатики та хімії. Серед учнів та випускників ліцею є близько 200 медалістів різних міжнародних олімпіад з математики, фізики, хімії та інформатики. Близько 600 ліцеїстів стали призерами Всеукраїнських олімпіад (включаючи переможців у таких «незвичних» для ліцею дисциплінах як біологія та географія).

## Режим дня та дозвілля
На території ліцею функціонує аматорський «Театр без декорацій» (ТБД), у якому грають ліцеїсти та випускники ліцею. Театр існує понад 25 років та має власні оригінальні традиції. Приблизно тричі на рік в актовому залі проходять прем'єри вистав. Зазвичай на свята в ліцеї проходить дискотека.
У ліцеї функціонує 2 кабінети комп'ютерної техніки з підключенням до мережі Інтернет, хімічні та фізичні лабораторії, бібліотека, читальний зал, актовий зал, два спортивних зали. Два працюючих комп'ютерних кабінети містять більш ніж 35 комп'ютерів різного призначення та конфігурацій. Кожен учень має свій індивідуальній час, у який він може займатись на комп'ютері. У будь-який інший момент учні мають змогу попрацювати за комп'ютерами, якщо є вільні місця.

## Адміністрація[7]
- Виконувачка обов'язків директора ліцею — Латишенко Людмила Анатоліївна
- Заступник директора з навчальної роботи — Лукаш Катерина Василівна
- Заступник директора з навчально-методичної роботи — Латишенко Людмила Анатоліївна
- Заступник директора з навчально-виховної роботи — Богомаз Ірина Володимирівна
- заступник директора з адміністративно-господарчої частини — Лозовий Ярослав Петрович

## Відомі випускники
- Дмитро Номіровський
- Юлія Здановська
- Олександр Гошилик
- Степан Михайлов

## Галерея

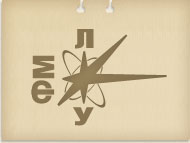
Емблема ліцею
Спальний корпус колишньої КФМШІ на Феофанії. Сучасний вигляд
Навчальний корпус колишньої КФМШІ на Феофанії. Сучасний вигляд
Березова алея поблизу колишньої КФМШІ на Феофанії. Висаджена приблизно в 1980 році. Сучасний вигляд з вул. Заболотного